# Elina Mikhina
Elina Mikhina (née le 16 juillet 1994 à Ridder) est une athlète kazakhe, spécialiste du 400 m.

## Carrière
Elle remporte la médaille d’argent lors des Championnats d’Asie en salle 2016.
Le 25 juin 2016, elle établit son record personnel sur 400 m en 52 s 09 à Almaty.

## Palmarès
| Date | Compétition                  | Lieu         | Résultat | Épreuve       | Temps         |
| ---- | ---------------------------- | ------------ | -------- | ------------- | ------------- |
| 2014 | Championnats d'Asie en salle | Hangzhou     | 2e       | 4 x 400 m     | 3 min 42 s 45 |
| 2014 | Jeux asiatiques              | Incheon      | 6e       | 4 x 400 m     | 3 min 36 s 83 |
| 2015 | Championnats d'Asie          | Wuhan        | 3e       | 4 x 400 m     | 3 min 35 s 14 |
| 2016 | Championnats d'Asie en salle | Doha         | 2e       | 400 m         | 53 s 85       |
| 2017 | Championnats d'Asie          | Bhubaneshwar | 3e       | 4 x 400 m     | 3 min 37 s 95 |
| 2017 | Jeux asiatiques en salle     | Achgabat     | 1re      | 400 m         | 53 s 37       |
| 2018 | Championnats d'Asie en salle | Teheran      | 2e       | 400 m         | 53 s 49       |
| 2018 | Championnats d'Asie en salle | Teheran      | 1re      | 4 x 400 m     | 3 min 41 s 67 |
| 2018 | Jeux asiatiques              | Jakarta      | 3e       | 400 m         | 52 s 63       |
| 2018 | Jeux asiatiques              | Jakarta      | 3e       | 4 x 100 m     | 43 s 82       |
| 2018 | Jeux asiatiques              | Jakarta      | 6e       | 4 x 400 m     | 3 min 36 s 73 |
| 2018 | Jeux asiatiques              | Jakarta      | 3e       | 4 x 400 mixte | 3 min 19 s 52 |
| 2019 | Championnats d'Asie          | Doha         | 2e       | 400 m         | 53 s 19       |
| 2019 | Championnats d'Asie          | Doha         | 2e       | 4 x 100 m     | 43 s 36       |
| 2019 | Championnats d'Asie          | Doha         | 4e       | 4 x 400 mixte | 3 min 20 s 73 |
| 2023 | Championnats d'Asie en salle | Astana       | 1re      | 400 m         | 54 s 07       |

## Records
| Épreuve       | Épreuve   | Temps              | Lieu            | Date            |
| ------------- | --------- | ------------------ | --------------- | --------------- |
| 60 m          | En salle  | 7 s 71             | Ust-Kamenogorsk | 14 février 2015 |
| 100 m         | Plein air | 11 s 55            | Almaty          | 26 juillet 2019 |
| 200 m         | Plein air | 23 s 25            | Almaty          | 5 juillet 2016  |
| 200 m         | En salle  | 23 s 66            | Ust-Kamenogorsk | 30 janvier 2016 |
| 400 m         | Plein air | 52 s 09            | Almaty          | 25 juin 2016    |
| 400 m         | En salle  | 52 s 53            | Ust-Kamenogorsk | 16 février 2018 |
| 4 x 100 m     | Plein air | 43 s 36            | Doha            | 23 avril 2019   |
| 4 x 400 m     | Plein air | 3 min 35 s 14      | Wuhan           | 7 juin 2015     |
| 4 x 400 m     | En salle  | 3 min 40 s 54      | Birmingham      | 3 mars 2018     |
| 4 x 400 mixte | Plein air | 3 min 19 s 52 (NR) | Jakarta         | 30 août 2018    |